# Peep and the Big Wide World
Peep and the Big Wide World és una sèrie de dibuixos animats. Va ser creada per la televisió canadenca-estatunidenca creada per Kaj Pindal.

## Repartiment

### Versió original
- Scott Beaudin: Peep (2004-2007).
- Shawn Molko: Peep (2008).
- Maxwell Uretsky: Peep (2009).
- Amanda Soha: Chirp.
- Jamie Watson: Quack.
- Joan Cusack: Narrador.

## Patrocinadors
- Discovery Communications (2004-2009).